# Frälsningsofficer
Frälsningsofficer är ett yrke inom Frälsningsarmén som motsvarar pastor eller präst inom andra samfund.
Under studietiden benämns man som kadett. Utbildningen är tvåårig, exklusive praktiktid och obligatorisk fortbildning.
Tidigare har det funnits flera officersgrader som numera är borttagna såsom provlöjtnant, ensajn, adjutant, stabskapten, seniorkapten, seniormajor, kommendörlöjtnant med flera. 
Inom Frälsningsarmén finns det även ett antal Underofficersgrader för de personer som har olika uppdrag i kårena (församlingarna).
till exempel fanjunkare, olika sergeanter, skattmästare o.s.v. Kvinnliga frälsningsofficerer vid sociala arbetet kallades för slumsystrar.